# Грязовецкое муниципальное образование
Грязовецкое муниципальное образование — городское поселение в Грязовецком районе Вологодской области России.
Административный центр — город Грязовец.

## История
Грязовецкое муниципальное образование создано к 1 января 2006 года в соответствии с Федеральным законом № 131 «Об общих принципах организации местного самоуправления в Российской Федерации». В его состав кроме Грязовца вошли деревня Свистуново Ростиловского сельсовета и деревня Пирогово Перцевского сельсовета.

## Население
| 2011    | 2012    | 2013    | 2014    | 2015    | 2016    | 2017    |
| ------- | ------- | ------- | ------- | ------- | ------- | ------- |
| 15 747  | ↘15 677 | ↘15 514 | ↘15 276 | ↘15 235 | ↘15 149 | ↘15 109 |
| 2018    | 2019    | 2020    | 2021    |         |         |         |
| ↘15 000 | ↗15 005 | ↘15 003 | ↘14 769 |         |         |         |

## Населённые пункты
В состав городского поселения входят 3 населённых пункта
| № | Населённый пункт | Тип     | Население |
| - | ---------------- | ------- | --------- |
| 1 | Грязовец         | город   | ↘14 424   |
| 2 | Пирогово         | деревня | 180       |
| 3 | Свистуново       | деревня | 29        |